# Aurora (Nevada)
 (février 2016).
Si vous disposez d'ouvrages ou d'articles de référence ou si vous connaissez des sites web de qualité traitant du thème abordé ici, merci de compléter l'article en donnant les références utiles à sa vérifiabilité et en les liant à la section « Notes et références ».
Pour les articles homonymes, voir Aurora.
Aurora est une ville fantôme qui a connu une époque très prospère grâce à ses mines d'or, avant d'être abandonnée après leur extinction dans les années 1870.

## Toponymie
Lors de la fondation de la ville, J.M. Cory nomme d'abord la région Esmeralda et la ville Esmeralda Mining District, puis choisit en 1860 le nom Aurora, en référence à la déesse romaine de l'aurore, Aurore.

## Histoire
James M. Cory, James M. Braly, et E.R. Hicks ont fondé la ville d'Aurora  en 1860 ; elle est une des premières villes du comté d'Esmeralda, qui est fondé quelques années plus tard. Elle atteint rapidement une population d'environ 10 000 habitants grâce à ses mines d'or qui produisent du métal d'une valeur de 27 millions de dollars en 1869. La ville est régie par deux États rivaux, la Californie et le Nevada, car elle se situe à leur frontière, jusqu'à ce qu'il soit déterminé que la ville est entièrement dans le Nevada par Ives and Kidder. À un moment, elle est en même temps le siège du comté de Mono, en Californie et du comté d'Esmeralda, dans le Nevada.
Avant 1860 et la découverte des mines, moins de 100 personnes vivaient dans la région. La création de nouveaux emplois par la Wide West Vein au printemps 1863 entraine la plus grosse migration de la région ; la grande richesse des mines d'Aurora fait venir des mineurs de tout l'ouest des États-Unis. Entre 1860 et 1870 la population du Nevada passe de 6 000 à 42 000 habitants ; Aurora était donc à son apogée une des plus grosses villes de l'État, sinon la plus grosse. En parallèle de l'augmentation de la population, l'agriculture et l'élevage se développent localement malgré la rudesse du climat, avec la création de fermes et de moulins,. Cependant, la difficulté d'accès rend difficile l'approvisionnement en outils et vêtements.
La violence est un problème majeur dans l'histoire de la ville, où abondent les saloons, les bordels et les maisons de jeu. La plupart des hommes portent des fusils et des couteaux et les conflits armés ne sont pas rares. La vie de famille y est presque inexistante, en raison du faible nombre de femmes et d'enfants.
À partir de 1864, la ville commence à être abandonnée ; elle connait un regain d'activité de 1884 à 1886 et de 1906 à 1918, mais finit par être complètement désertée.

## Personnalités liées à la ville
- Mark Twain a vécu et prospecté à Aurora dans les années 1860[2].